# Hermann-Bernhard Ramcke
Hermann-Bernhard Ramcke (ur. 24 stycznia 1889 w Szlezwiku, zm. 5 lipca 1968 w Kappeln) – niemiecki generał wojsk powietrznodesantowych.
Był jednym z ośmiorga dzieci Hermanna Ramcke.

## Początek kariery wojskowej
W kwietniu 1905 wstąpił na służbę do Cesarskiej Marynarki Wojennej. Służył na krążownikach – m.in. na SMS „Prinz Adalbert”. Od kwietnia 1912 – bosmanmat. W czerwcu 1914 został skierowany do szkoły oficerskiej Marynarki Wojennej.

## Pierwsza wojna światowa
Na początku wojny służył ponownie na SMS „Prinz Adalbert”. W kwietniu 1915 został skierowany do piechoty morskiej we Flandrii, od września 1915 pełnił służbę jako feldfebel w batalionie obrony wybrzeża. W 1916 został mianowany do stopnia chorążego. Ciężko ranny w styczniu 1916, przebywał w szpitalu do lipca 1917. Od lipca 1917 był dowódcą plutonu batalionu szturmowego korpusu morskiego „Flandria”. Za zasługi w służbie otrzymał Krzyż Żelazny drugiej klasy (kwiecień 1916), pierwszej klasy (styczeń 1917) i pruski Złoty Krzyż Zasługi Wojskowej (kwiecień 1918), najwyższe odznaczenia wojskowe w I wojnie światowej. W 1918 został awansowany do stopnia porucznika piechoty morskiej. Pod koniec 1918 był ponownie ranny.

## Okres międzywojenny
Od stycznia 1919, po wyjściu ze szpitala, objął dowództwo kompanii w ochotniczym korpusie generała von Brandisa na Łotwie. W kwietniu 1919 był ranny, od lipca 1919 powrócił na to stanowisko. W listopadzie 1919 był odznaczony Bałtyckimi Krzyżami 1 i 2 stopnia oraz Złotą Odznaką za rany.
Od listopada 1919 służył w Reichswehrze, w piechocie. Od stycznia 1921 był dowódcą kompanii, a od października 1934 – dowódcą batalionu piechoty, w stopniu majora.
Od 1936 do stycznia 1940 pełnił służbę jako podpułkownik w różnych ośrodkach szkoleniowych.

## Druga wojna światowa

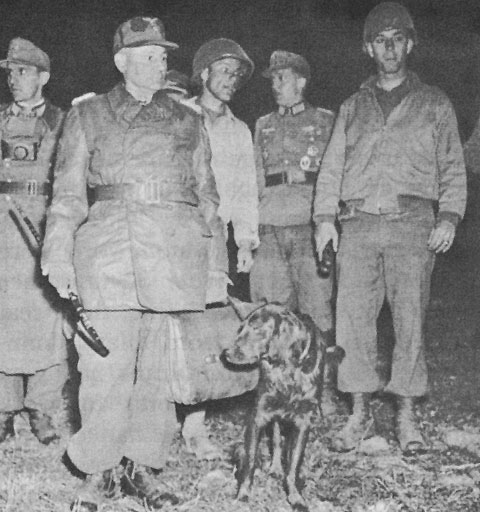
Ramcke po aresztowaniu we wrześniu 1944 r.

W czasie napaści na Polskę był obserwatorem w XXII. (zmotoryzowanym) Korpusie Armijnym von Kleista. Od stycznia do lipca 1940 dowodził w stopniu pułkownika pułkiem piechoty.
W sierpniu 1940 został przeniesiony do Luftwaffe, do wojsk powietrznodesantowych.
21 maja 1941 został mianowany dowódcą 1 pułku strzelców spadochronowych (Fallschirm-Jäger-Regiment 1) i dowodzącym zrzutem na zachodnią część Krety. Za tę operację otrzymał w lipcu awans na generała majora, a w sierpniu 1941 – Krzyż Rycerski.
Od kwietnia 1942 był dowódcą 1 Brygady Strzelców Spadochronowych w Afryce. Po dowodzeniu pod El-Alamein (odcięta jednostka Ramckego pokonała 130 km pustyni, uwalniając 100 jeńców) w listopadzie 1942 został nagrodzony Dębowymi Liśćmi do Krzyża Rycerskiego, a w grudniu 1942 mianowany do stopnia generała porucznika.
Od lutego do września 1943 dowodził 2 Dywizją Strzelców Spadochronowych (najpierw we Francji, następnie we Włoszech). Od września 1943 do lutego 1944 chorował, następnie powrócił do służby na poprzednio zajmowane stanowisko (dywizja stacjonowała wtedy w Normandii).
Od sierpnia do września 1944 dowodził całością niemieckich wojsk w Breście.
Od 9 sierpnia 1944 2 Dywizja (bez jednego pułku, rozbitego wcześniej pod Falaise) wraz z 343 Dywizją Piechoty i pododdziałami Kriegsmarine pozostawała w okrążeniu amerykańskiego 8 Korpusu Armijnego. Garnizon dowodzony przez Ramckego bronił się do 20 września 1944, po czym skapitulował (z okrążenia udało się wyrwać jednemu batalionowi 2 pułku spadochronowego).
Od 14 września 1944 posiadał stopień generała wojsk spadochronowych; 19 września 1944 otrzymał miecze i diamenty do Krzyża Rycerskiego z Dębowymi Liśćmi.

## Losy powojenne
Został wzięty do niewoli amerykańskiej 20 września 1944 i przewieziony do USA. Dwukrotnie uciekał z obozu jenieckiego i dwukrotnie doń dobrowolnie powracał, na wolności organizując kampanię na rzecz lepszego traktowania niemieckich jeńców wojennych.
W grudniu 1946 roku został wydany Francuzom pod zarzutem zbrodni wojennych – m.in. w walce o Brest; 21 marca 1951 został skazany na karę pięciu i pół roku więzienia (za porwanie i zabójstwo francuskich cywilów, za grabież własności prywatnej i zamierzone niszczenie i palenie domów cywilnych). Został zwolniony z więzienia 24 czerwca 1951 ze względu na dotychczasowe uwięzienie (57 miesięcy) i wiek.
Po uwolnieniu pracował jako dyrektor w przedsiębiorstwie przemysłowym. Napisał książkę o swoich wojennych doświadczeniach.
W październiku 1952 Ramcke brał udział w spotkaniu byłych członków Waffen-SS w Verden.
Zmarł 5 lipca 1968 w Kappeln. Udział w pogrzebie kompanii honorowej Bundeswehry był przedmiotem licznych dyskusji w prasie niemieckiej i międzynarodowej.

## Odznaczenia
- Krzyż Rycerski  z Liśćmi Dębu, Mieczami i Diamentami[1]
- Krzyż Żelazny I i II Klasy z Okuciem Ponownego Nadania[1]
- Srebrny Medal za Męstwo Wojskowe[1]
- Odznaka Strzelca Spadochronowego Luftwaffe[1]
- Odznaka za Służbę Wojskową[1]